# بوبي مارتن
بوبي مارتن (بالإنجليزية: Bobby Martin)‏ هو لاعب كرة قدم أمريكية أمريكي، مصاب بمتلازمة التراجع الذيلي، ولد في 3 نوفمبر 1987 في دايتون في الولايات المتحدة.